# Petrus Lucius
Petrus Lucius (14 agosto 1590 – Rinteln, 1656) è stato un tipografo tedesco. Fu uno dei più importanti tipografi attivi in Germania nella prima metà del XVII secolo

## Biografia
Petrus Lucius nacque il 14 agosto 1590, probabilmente a Altenstädten, piccolo borgo nella regione dell'Assia. Nel 1622 fu nominato tipografo dell'Università di Rinteln, conosciuta all'epoca con il nome latino di Alma Ernestina. Il 21 febbraio 1620 Petrus Lucius sposò Agnes Bonau (1602-1665) che dopo la morte del marito ne continuò l'attività. Dal matrimonio nacquero quattro bambini. Il figlio Anthonius Lucius (1635-1704), uno studioso molto stimato, dal 1663 al 1670 fu professore nella Facoltà di Diritto dell'Università di Rinteln.
| Controllo di autorità | VIAF (EN) 18092675 · ISNI (EN) 0000 0000 7694 0200 · CERL cnp00446248 · LCCN (EN) no2010020073 · GND (DE) 121946401 |